# Wojciech Klata
Wojciech Klata (ur. 27 stycznia 1976 w Warszawie) – polski socjolog oraz aktor filmowy i telewizyjny.

## Życiorys
Jest absolwentem Instytutu Socjologii Uniwersytetu Warszawskiego. 
Do filmu trafił ze sceny młodzieżowego teatru „Kleks”, który prowadziła jego matka. Kiedy jeszcze chodził do „zerówki”, jego matka zabierała go na próby, aż wreszcie któregoś dnia zagrał w przedstawieniu Czerwonoskóry dżentelmen. Tu dostrzegł go Krzysztof Gradowski, który powierzył mu rolę ucznia ze Szkoły Przyszłości w filmie muzycznym dla dzieci Pan Kleks w kosmosie (1988).
Potem znalazł się w obsadzie serialu Banda Rudego Pająka (1988). Zdobył serca publiczności w filmie psychologicznym Krzysztofa Kieślowskiego Dekalog I (1988) jako ukochany syn naukowca, który chciał wypróbować nowe łyżwy. Rola Grzesia w dramacie Macieja Dejczera 300 mil do nieba (1989) przyniosła mu nominację do nagrody Złotych Lwów Gdańskich za pierwszoplanową rolę męską na XV Festiwalu Polskich Filmów Fabularnych w Gdyni.
Do zagrania roli Szlomy, podopiecznego Janusza Korczaka w biograficznym filmie wojennym Andrzeja Wajdy Korczak (1990) przekonała go matka, gdyż sam nie chciał pójść na zdjęcia próbne, a za zarobione pieniądze kupił sobie stację dysków do komputera Commodore. Pojawił się także w biograficznym dramacie wojennym Stevena Spielberga Lista Schindlera (Schindler’s List, 1993).
W latach 2004–2006 współtworzył teleturniej dla młodzieży TVP2 Burza Mózgów.
W 2006 roku był autorem i prowadzącym talk show Socjopaci (emisja w czwartki TVP Kultura), którego celem było ukazanie relacji pomiędzy gościem programu a społeczeństwem rozumianym zarówno w wymiarze globalnym, jak i lokalnym. Autorzy koncentrowali się nie tylko na problematyce dzieciństwa i młodości zaproszonego gościa, ale również na uniesieniach zbiorowych, problematyce narodu, misji służenia wspólnocie.
Na antenie TVP2 prowadził program System 09. Został wicedyrektorem TVP Kultura.

## Życie prywatne
Jego rodzice działali w solidarnościowym podziemiu. Starszy brat Jan (ur. 1973) jest reżyserem teatralnym i dramaturgiem.

## Filmografia

### Obsada aktorska
- 1988: Pan Kleks w kosmosie jako uczeń nr 14 ze Szkoły Przyszłości
- 1988: Dekalog, jeden jako Paweł, syn Krzysztofa
- 1988: Banda Rudego Pająka (serial TV) jako Koza
- 1988: Amerykanka
- 1989: Modrzejewska jako Rudolf, syn Modrzejewskiej (odc. 6 i 7)
- 1989: 300 mil do nieba jako Grześ Kwiatkowski
- 1990: Korczak jako Szloma, podopieczny Korczaka
- 1991: Maria Curie (Marie Curie, une femme honorable) jako Andzio Kowarski, uczeń Marii
- 1992: Enak jako Mario Salerno
- 1992: Szwadron jako Symcha
- 1992: Pierścionek z orłem w koronie jako Łabęda, członek oddziału Marcina
- 1993: Trzy dni aby wygrać (serial TV; odc. 5) jako Paweł
- 1993: Lista Schindlera (Schindler’s List) jako Lisiek
- 1994: Molly (TV) jako Bartosz, syn Kowalskich
- 1995: Doktor Semmelweis (Docteur Semmelweis) jako młody mężczyzna
- 1995: Awantura o Basię jako Zygmunt, kolega Basi
- 1996: Awantura o Basię (serial TV) jako Zygmunt, kolega Basi
- 1996: Chłopcy z Placu Broni Scena Młodego Widza TVP, jako Janosz Boka
- 1997: Musisz żyć jako Jacek Hyńczak
- 2000: Chłopaki nie płaczą jako Oskar, przyjaciel Kuby
- 2000: Zapach deszczu (The Scent of Rain) jako
- 2002: Król przedmieścia jako Seweryn, syn Kowalskich
- 2008: Obcy VI jako Menuchin

### Współpraca reżyserska
- 1996: Panna Nikt (drugi asystent reżysera)